# Chi Bùi
Bùi hay Đông thanh, nhựa ruồi (tiếng Latinh: Ilex) là chi thực vật có hoa trong họ Aquifoliaceae. Chi này có từ 400 đến 600 loài, bao gồm các loài cây thường xanh và lá rộng, cây bụi, và dây leo phân bố ở những vùng nhiệt đới đến ôn đới trên toàn cầu.

## Loài
Trong số 400 đến 600 loài, chúng được xếp vào 3 phân chi:
- Ilex phân chi Byronia, với loài đặc trưng Ilex polypyrena
- Ilex phân chi Prinos, gồm 12 loài
- Ilex phân chi Ilex, với hơn 400 loài còn lại

## Độc tính
Holly có thể chứa axit caffeic, caffeoyl phái sinh, axit caffeoylshikimic, axit chlorogenic, axit feruloylquinic, quercetin, axit quinic, kaempferol, tannin, rutin, caffeine và theobromine.
Quả Holly có thể gây nôn mửa và tiêu chảy. Chúng đặc biệt nguy hiểm trong các trường hợp liên quan đến việc trẻ em vô tình bị thu hút bởi những quả mọng màu đỏ tươi. Ăn phải hơn 20 quả mọng có thể gây tử vong cho trẻ em.
Nếu ăn phải lá cây Holly có thể gây tiêu chảy, buồn nôn, nôn mửa và các vấn đề về dạ dày và ruột.
Cây Holly có thể gây độc cho vật nuôi và vật nuôi.

## Văn hóa
Cây nhựa ruồi thường được nhắc đến và được lấy làm vật trang trí trong ngày lễ Giáng Sinh. Cây nhựa ruồi cũng mang tính biểu tượng của của Kitô giáo đặc biệt là cây này còn mang tên Mão gai của Chúa Giêsu vì cái gai của lá khiến cho người ta liên tưởng. Trong đó có bài hát dân giam của Anh "The Holly And The Ivy" đã mượn hình ảnh của cây nhựa ruồi để tượng trưng cho Chúa Giêsu và dây thường xuân tượng trưng cho Đức Mẹ.
Trong huy hiệu học, lá cây nhựa ruồi thường được in trên phù hiệu áo giáp của một số quốc gia hoặc một số nơi của quốc gia đó vì nó tượng trưng cho sự thật.
Những người trong tầng lớp cao cấp của xã hội Celt (Druids) cho rằng: "lá cây nhựa ruồi bảo vệ khỏi linh hồn ma quỷ" và do đó họ "đội cây nhựa ruồi trên tóc".
Trong tiểu thuyết Harry Potter của nhà văn Anh J. K. Rowling thì cây nhựa ruồi được dùng làm đũa thần của Harry
Trong một số truyền thống của Wicca, Holly King là một trong những gương mặt của Thần Mặt trời. Anh ta được sinh ra vào giữa mùa hè và quy tắc từ Mabon đến Ostara

## Loài
| - Ilex abscondita Steyerm., 1988 - Ilex aculeolata Nakai, 1930 - Ilex acutidenticulata Steyerm., 1988 - Ilex affinis Gardner, 1842 - Ilex aggregata (Ruiz & Pav.) Loes., 1931 - Ilex altiplana Steyerm., 1988 - Ilex amazonensis Edwin, 1965 - Ilex ambigua (Michx.) Torr., 1843 - Ilex amboroica Loes., 1909 - Ilex amygdalina Reissek ex Loes., 1901 - Ilex andicola Loes., 1901 - Ilex angulata Merr. & Chun, 1935 - Ilex anodonta Standl. & Steyerm., 1940 - Ilex anomala Hook. & Arn., 1832 - Ilex anonoides Loesner, 1901 - Ilex apicidens N.E.Br., 1901 - Ilex aquifolium L., 1753 - Ilex aracamuniana Steyerm., 1989 - Ilex archeri Edwin, 1965 - Ilex ardisiifrons Reissek, 1861 - Ilex argentina Lillo, 1910 - Ilex arimensis (Loes.) Britton ex R.O.Williams, 1930 - Ilex arisanensis Yamam., 1925 - Ilex asprella (Hook. & Arn.) Champ. ex Benth., 1852 - Ilex atabapoensis T.R.Dudley, 1997 - Ilex atrata W.W. Sm., 1917 - Ilex auricula S.Andrews, 1983 - Ilex austrosinensis C.J. Tseng, 1984 - Ilex belizensis Lundell, 1937 - Ilex berteroi Loes., 1893 - Ilex bidens C.Y. Wu, 1985 - Ilex bioritsensis Hayata, 1911 - Ilex blanchetii Loes., 1901 - Ilex boliviana Britton, 1893 - Ilex brachyphylla (Hand.-Mazz.) S.Y. Hu, 1950 - Ilex brandegeeana Loes., 1901 - Ilex brasiliensis (Spreng.) Loes., 1897 - Ilex brevicuspis Reissek, - Ilex brevipedicellata Steyerm., 1988 - Ilex buergeri Miq., 1866 - Ilex buxoides S.Y. Hu, 1950 - Ilex casiquiarensis Loes., 1901 - Ilex cassine L., 1753 - Ilex cauliflora H.W. Li, 1985 - Ilex centrochinensis S.Y. Hu, 1949 - Ilex chamaebuxus C.Y. Wu, 1985 - Ilex chamaedryfolia Reissek, - Ilex championii Loes., 1901 - Ilex chapaensis Merr., 1940 - Ilex chartaceifolia C.Y. Wu, 1985 - Ilex chengbuensis C.J. Qi & Q.Z. Lin, 2000 - Ilex chengkouensis C.J. Tseng, 1981 - Ilex cheniana T.R. Dudley, 1988 - Ilex chinensis Sims, 1819 - Ilex chingiana Hu & T. Tang, 1940 - Ilex chiriquensis Standl., 1940 - Ilex chuniana S.Y. Hu, 1951 - Ilex ciliolata Steyerm., 1988 - Ilex ciliospinosa Loes., 1911 - Ilex cinerea Champ. ex Benth., 1852 - Ilex clementis Britton & P.Wilson, 1920 - Ilex cochinchinensis (Lour.) Loes., 1901 - Ilex colchica Pojark., 1947 - Ilex colombiana Cuatrec., 1948 - Ilex condensata Turcz., 1859 - Ilex confertiflora Merr., 1934 - Ilex corallina Franch., 1886 - Ilex coriacea (Pursh) Chapm., 1860 - Ilex cornuta Lindl. & Paxton, 1850 - Ilex costaricensis Donn.Sm., 1914 - Ilex cowanii Wurdack, 1961 - Ilex crassifolia Hook., 1837 - Ilex crassifolioides Loes., 1901 - Ilex crenata Thunb., 1784 - Ilex cubana Loes., 1893 - Ilex culmenicola Steyerm., 1952 - Ilex cupreonitens C.Y. Wu, 1985 - Ilex curtissii (Fernald) Small, 1933 - Ilex cuzcoana Loes., 1908 - Ilex cyrtura Merr., 1941 - Ilex dabieshanensis K. Yao & M.B. Deng, 1987 - Ilex danielis Killip & Cuatrec., 1955 - Ilex daphnogenea Reissek, - Ilex dasyclada C.Y. Wu, 1985 - Ilex dasyphylla Merr., 1929 - Ilex davidsei Steyerm., 1988 - Ilex decidua Walter, 1788 - Ilex dehongensis S.K. Chen & Y.X. Feng, 1999 - Ilex delavayi Franch., 1898 - Ilex denticulata Wall. ex Wight, 1850 - Ilex dianguiensis C.J. Tseng, 1981 - Ilex dicarpa Y.R. Li, 1981 - Ilex dioica (Vahl) Griseb., 1861 - Ilex diospyroides Reissek, 1861 - Ilex dipyrena Wall., 1820 - Ilex discolor Hemsl., 1878 - Ilex diuretica Mart. ex Reissek, 1861 - Ilex divaricata Mart. ex Reissek, 1861 - Ilex dolichopoda Merr. & Chun, 1940 - Ilex dubia (G. Don) Trel., 1893 - Ilex dugesii Fernald, 1895 - Ilex duidae Gleason, 1931 - Ilex dumosa Reissek, 1861 - Ilex dunniana H. Lév., 1911 - Ilex editicostata Hu & T. Tang, 1940 - Ilex elliptica Kunth, 1824 - Ilex elmerrilliana S.Y. Hu, 1950 - Ilex embelioides Hook.f., 1875 - Ilex eoa Alain, 1960 - Ilex ericoides Loes., 1901 - Ilex estriata C.J. Tseng, 1981 - Ilex euryoides C.J. Tseng, 1981 - Ilex excelsa (Wall.) Voigt, 1845 - Ilex fargesii Franch., 1898 - Ilex fengqingensis C.Y. Wu, 1985 - Ilex ferruginea Hand.-Mazz., 1933 - Ilex ficifolia C.J. Tseng, 1999 - Ilex ficoidea Hemsl., 1886 - Ilex formosana Maxim., 1881 - Ilex forrestii H.F. Comber, 1933 - Ilex fragilis Hook.f., 1875 - Ilex franchetiana Loes., 1911 - Ilex fukienensis S.Y. Hu, 1950 - Ilex gabinetensis Cuatrec., 1948 - Ilex gabrielleana Loizeau & Spichiger, 1994 - Ilex gardneriana Wight, 1848 - Ilex georgei Comber, 1933 - Ilex gintungensis H.W. Li, 1985 - Ilex glabella Steyerm., 1988 - Ilex glabra (L.) A. Gray, 1856 - Ilex glaucophylla Steyerm., 1954 - Ilex gleasoniana Steyerm., 1952 - Ilex glomerata King, 1895 - Ilex godajam Colebr. ex Hook.f., 1875 - Ilex goshiensis Hayata, 1911 - Ilex graciliflora Champ. ex Benth., 1852 - Ilex gracilis C.J. Tseng, 1981 - Ilex gransabanensis Steyerm., 1988 - Ilex guaiquinimae Steyerm., 1988 | - Ilex guangnanensis C.J. Tseng & Y.R. Li, 1985 - Ilex guayusa Loes., 1901 - Ilex guianensis (Aubl.) Kuntze, 1891 - Ilex guizhouensis C.J. Tseng, 1981 - Ilex gundlachiana Loes., 1912 - Ilex haberi (Lundell) W.J. Hahn, 1996 - Ilex hainanensis Merr., 1934 - Ilex hanceana Maxim., 1881 - Ilex hayatana Loes., 1941 - Ilex hippocrateoides Kunth, 1824 - Ilex hirsuta C.J. Tseng ex S.K. Chen & Y.X. Feng, 1999 - Ilex holstii Steyerm., 1988 - Ilex hookeri King, 1887 - Ilex huachamacariana Edwin, 1965 - Ilex hualgayoca Loizeau & Spichiger, 1994 - Ilex huana C.J. Tseng ex S.K. Chen & Y.X. Feng, 1999 - Ilex hylonoma Hu & T. Tang, 1940 - Ilex hypaneura Loes., 1893 - Ilex hyreana Pojark., - Ilex ignicola Steyerm., 1988 - Ilex insignis Hook.f., 1875 - Ilex integerrima Reissek, 1861 - Ilex integra Thunb., 1784 - Ilex intermedia Loes., 1901 - Ilex intricata Hook.f., 1875 - Ilex inundata Poepp. ex Reissek, 1861 - Ilex jauaensis Steyerm., 1988 - Ilex jelskii Zahlbr., 1894 - Ilex jenmanii Loes., 1901 - Ilex jiaolingensis C.J. Tseng & H.H. Liu, 1981 - Ilex jinyunensis Z.M. Tan, 1983 - Ilex jiuwanshanensis C.J. Tseng, 1981 - Ilex julianii Edwin, 1963 - Ilex karuaiana Steyerm., 1952 - Ilex kaushue S.Y. Hu, 1949 - Ilex kengii S.Y. Hu, 1950 - Ilex khasiana Purkay., 1938 - Ilex kiangsiensis (S.Y. Hu) C.J. Tseng & B.W. Liu, 1981 - Ilex kobuskiana S.Y. Hu, 1950 - Ilex kunmingensis H.W. Li, 1985 - Ilex kunthiana Triana, 1872 - Ilex kusanoi Hayata, 1911 - Ilex kwangtungensis Merr., 1927 - Ilex laevigata (Pursh) A. Gray, 1856 - Ilex lamprophylla Standl., 1925 - Ilex lancilimba Merr., 1929 - Ilex lasseri Edwin, 1965 - Ilex latifolia Thunb., 1784 - Ilex latifrons Chun, 1934 - Ilex laureola Triana, 1872 - Ilex laurina Kunth, 1824 - Ilex liana S.Y. Hu, 1951 - Ilex liangii S.Y. Hu, 1950 - Ilex liebmannii Standl., 1931 - Ilex liesneri Steyerm., 1987 - Ilex lihuaensis T.R. Dudley, 1991 - Ilex linii C.J. Tseng, 1962 - Ilex lohfauensis Merr., 1918 - Ilex longicaudata Comber, 1933 - Ilex longipilosa Steyerm., 1988 - Ilex longzhouensis C.J. Tseng, 1984 - Ilex lonicerifolia Hayata, 1913 - Ilex loretoica Loes., 1905 - Ilex ludianensis S.C. Huang, 1985 - Ilex lundii Warm., 1880 - Ilex maasiana Loizeau & Spichiger, 1994 - Ilex macarenensis Cuatrec., 1955 - Ilex macbridiana Edwin, 1965 - Ilex macfadyenii (Walp.) Rehder, 1922 - Ilex machilifolia H.W. Li, 1985 - Ilex maclurei Merr., 1934 - Ilex macrocarpa Oliv., 1888 - Ilex macropoda Miq., 1867 - Ilex macrostigma C.Y. Wu, 1985 - Ilex magnifructa Edwin, 1965 - Ilex maguirei Wurdack, 1961 - Ilex malabarica Bedd., 1871 - Ilex mamillata C.Y. Wu ex C.J. Tseng, 1984 - Ilex mandonii Loes., 1901 - Ilex manneiensis S.Y. Hu, 1949 - Ilex marahuacae Steyerm., 1988 - Ilex marginata Edwin, 1965 - Ilex marlipoensis H.W. Li, 1985 - Ilex martiniana D.Don, 1828 - Ilex mathewsii Loes., 1901 - Ilex maxima W.J. Hahn, 1993 - Ilex maximowicziana Loes., 1901 - Ilex medogensis Y.R. Li, 1981 - Ilex melanophylla H.T. Chang, 1959 - Ilex melanotricha Merr., 1941 - Ilex memecylifolia Champ. ex Benth., 1852 - Ilex metabaptista Loes., 1901 - Ilex mexicana (Turcz.) Black ex Hemsl., 1879 - Ilex micrococca Maxim., 1881 - Ilex microdonta Reissek, - Ilex microphylla Hook., 1837 - Ilex micropyrena C.Y. Wu, 1985 - Ilex microstricta Loes., 1905 - Ilex miguensis S.Y. Hu, 1951 - Ilex mitis (L.) Radlk., 1887 - Ilex montana Torr. & A. Gray, 1848 - Ilex mucronata (L.) M. Powell, Savol. & S. Andrews, 2000 - Ilex mucugensis Groppo, 2007 - Ilex myricoides Kunth, 1824 - Ilex nanchuanensis Z.M. Tan, 1983 - Ilex nanningensis Hand.-Mazz., 1934 - Ilex nayana Cuatrec., 1949 - Ilex neblinensis Edwin, 1965 - Ilex nervosa Triana & Planch., 1872 - Ilex ningdeensis C.J. Tseng, 1981 - Ilex nitidissima C.J. Tseng, 1981 - Ilex nothofagifolia F.K.Ward, 1927 - Ilex nubicola C.Y. Wu, 1985 - Ilex nuculicava S.Y. Hu, 1949 - Ilex obcordata Sw., 1797 - Ilex oblonga C.J. Tseng, 1981 - Ilex obtusata Triana & Planch., 1872 - Ilex occulta C.J. Tseng, 1981 - Ilex odorata Buch.-Ham. ex D.Don, 1825 - Ilex oligodonta Merr. & Chun, 1930 - Ilex oliveriana Loes., 1901 - Ilex omeiensis Hu & T. Tang, 1940 - Ilex ovalis (Ruiz & Pav.) Loes., 1897 - Ilex pallida Standl., 1926 - Ilex paraguariensis A.St.-Hil., 1822 - Ilex paruensis Steyerm., 1988 - Ilex parvifructa Edwin, 1965 - Ilex paujiensis Steyerm., 1988 - Ilex pedunculosa Miq., 1866 - Ilex peiradena S.Y. Hu, 1950 - Ilex pentagona S.K. Chen, Y.X. Feng & C.F. Liang, 1998 - Ilex perado Aiton, 1789 - Ilex perlata C. Chen & S.C. Huang, 1985 - Ilex pernervata Cuatrec., 1949 - Ilex pernyi Franch., 1883 - Ilex perryana S.Y. Hu, 1949 | - Ilex petiolaris Benth., 1852 - Ilex pingheensis C.J. Tseng, 1989 - Ilex pingnanensis S.Y. Hu, 1950 - Ilex polita Steyerm., 1988 - Ilex polyneura (Hand.-Mazz.) S.Y. Hu, 1949 - Ilex polypyrena C.J. Tseng & B.W. Liu, 1981 - Ilex pringlei Standl., 1923 - Ilex prostrata Groppo, 2002 - Ilex pseudo-odorata Loes., 1901 - Ilex pseudobuxus Reissek, 1861 - Ilex pseudomachilifolia C.Y. Wu, 1985 - Ilex pseudovaccinium Reissek ex Maxim., 1881 - Ilex ptariana Steyerm., 1952 - Ilex ptarima Steyerm., 1952 - Ilex pubescens Hook. & Arn., 1833 - Ilex pubigera (C.Y. Wu) S.K. Chen & Y.X. Feng, 1999 - Ilex pubilimba Merr. & Chun, 1940 - Ilex punctatilimba C.Y. Wu, 1985 - Ilex pyrifolia C.J. Tseng, 1981 - Ilex qianlingshanensis C.J. Tseng, 1981 - Ilex qingyuanensis C.Z. Zheng, 1980 - Ilex quercetorum I.M.Johnst., 1938 - Ilex quitensis (Willd. ex Schult.) Loes., 1901 - Ilex rarasanensis Sasaki, 1931 - Ilex reticulata C.J. Tseng, 1984 - Ilex retusa Klotzsch ex Reissek, 1861 - Ilex retusifolia S.Y. Hu, 1950 - Ilex rimbachii Standl., 1937 - Ilex robusta C.J. Tseng, 1981 - Ilex robustinervosa C.J. Tseng ex S.K. Chen & Y.X. Feng, 1999 - Ilex rockii S.Y. Hu, 1949 - Ilex rotunda Thunb., 1784 - Ilex rubra S. Watson, 1886 - Ilex rupicola Kunth, 1825 - Ilex salicina Hand.-Mazz., 1933 - Ilex savannarum Wurdack, 1961 - Ilex saxicola C.J. Tseng & H.H. Liu, 1981 - Ilex scopulorum Kunth, 1824 - Ilex serrata Thunb., 1784 - Ilex sessiliflora Triana & Planch., 1872 - Ilex sessilifructa Edwin, 1965 - Ilex shennongjiaensis T.R. Dudley & S.C. Sun, 1983 - Ilex shimeica K.F. Kwok, 1963 - Ilex sideroxyloides (Sw.) Griseb., 1857 - Ilex sikkimensis Kurz, 1875 - Ilex sinica (Loes.) S.Y. Hu, 1950 - Ilex sintenisii (Urb.) Britton, 1924 - Ilex sipapoana Edwin, 1965 - Ilex skutchii Edwin ex T.R.Dudley & W.J.Hahn, 1996 - Ilex socorroensis Brandegee, 1910 - Ilex solida Edwin, 1965 - Ilex spruceana Reissek, 1861 - Ilex sterrophylla Merr. & Chun, 1940 - Ilex stewardii S.Y. Hu, 1950 - Ilex steyermarkii Edwin, 1965 - Ilex strigillosa T.R. Dudley, 1984 - Ilex suaveolens (H. Lév.) Loes., 1914 - Ilex subcoriacea Z.M. Tan, 1983 - Ilex subcrenata S.Y. Hu, 1951 - Ilex subficoidea S.Y. Hu, 1949 - Ilex sublongecaudata C.J. Tseng, 1985 - Ilex subodorata S.Y. Hu, 1950 - Ilex subrotundifolia Steyerm., 1952 - Ilex subrugosa Loes., 1911 - Ilex sugerokii Maxim., 1881 - Ilex suichangensis C.Z. Zheng, 1988 - Ilex summa Steyerm., 1988 - Ilex suprema Cuatrec., 1948 - Ilex suzukii S.Y. Hu, 1949 - Ilex synpyrena C.J. Tseng, 1981 - Ilex syzygiophylla C.J. Tseng ex S.K. Chen & Y.X. Feng, 1999 - Ilex szechwanensis Loes., 1901 - Ilex tadiandamolensis Kesh.Murthy, Yogan. & Vasud.Nair, 1987 - Ilex tamii T.R. Dudley, 1997 - Ilex tarapotina Loes., 1901 - Ilex tateana Steyerm., 1952 - Ilex taubertiana Loes., - Ilex tectonica W.J.Hahn, 1988 - Ilex tenuis C.J. Tseng, 1981 - Ilex tepuiana Steyerm. ex Edwin, 1965 - Ilex teratopis Loes., 1901 - Ilex tetramera (Rehder) C.J. Tseng, 1981 - Ilex theezans Mart., 1843 - Ilex thyrsiflora Klotzsch ex Reissek, 1861 - Ilex tiricae Edwin, 1965 - Ilex trachyphylla Loes., 1908 - Ilex trichocarpa H.W. Li, 1985 - Ilex triflora Blume, 1827 - Ilex truxillensis Turcz., 1858 - Ilex tsangii S.Y. Hu, 1949 - Ilex tsiangiana C.J. Tseng, 1981 - Ilex tsoi Merr. & Chun, 1930 - Ilex tugitakayamensis Sasaki, 1931 - Ilex tutcheri Merr., 1918 - Ilex uaramae Edwin, 1965 - Ilex umbellata Klotzsch ex Reissek, 1861 - Ilex umbellulata (Wall.) Loes., 1901 - Ilex uniflora Benth., 1846 - Ilex uraiensis Mori & Yamamoto, 1932 - Ilex vacciniifolia Klotzsch ex Reissek, 1861 - Ilex valenzuelana Alain, 1960 - Ilex velutina Mart. ex Reissek, 1861 - Ilex venezuelensis Steyerm., 1952 - Ilex venosa C.Y. Wu, 1985 - Ilex venulosa Hook.f., 1875 - Ilex verisimilis C.J. Tseng ex S.K. Chen & Y.X. Feng, 1999 - Ilex verticillata (L.) A. Gray, 1856 - Ilex vesparum Steyerm., 1952 - Ilex victorinii Alain, 1953 - Ilex villosula Loes., 1901 - Ilex viridis Champ. ex Benth., 1852 - Ilex vismiifolia Reissek, 1861 - Ilex vitiensis A.Gray, 1854 - Ilex vomitoria Aiton, 1789 - Ilex vulcanicola Standl., 1925 - Ilex walkeri Wight & Gardner ex Thwaites, 1860 - Ilex walsinghamii R.A.Howard, 1986 - Ilex wangiana S.Y. Hu, 1950 - Ilex wardii Merr., 1941 - Ilex wattii Loes., 1901 - Ilex weberlingii Loizeau & Spichiger, 1994 - Ilex wenchowensis S.Y. Hu, 1949 - Ilex wightiana Wall. ex Wight, 1848 - Ilex wilsonii Loes., 1908 - Ilex wuana T.R. Dudley, 1991 - Ilex wugongshanensis C.J. Tseng, 1999 - Ilex wurdackiana Steyerm., 1988 - Ilex xiaojinensis Y.Q. Wang & P.Y. Chen, 1995 - Ilex xizangensis Y.R. Li, 1981 - Ilex yangchunensis C.J. Tseng, 1981 - Ilex yuana S.Y. Hu, 1951 - Ilex yunnanensis Franch., 1899 - Ilex yurumanguinis Cuatrec., 1949 - Ilex yutajensis Wurdack, 1961 - Ilex zhejiangensis C.J. Tseng, 1999 |

## Hình ảnh

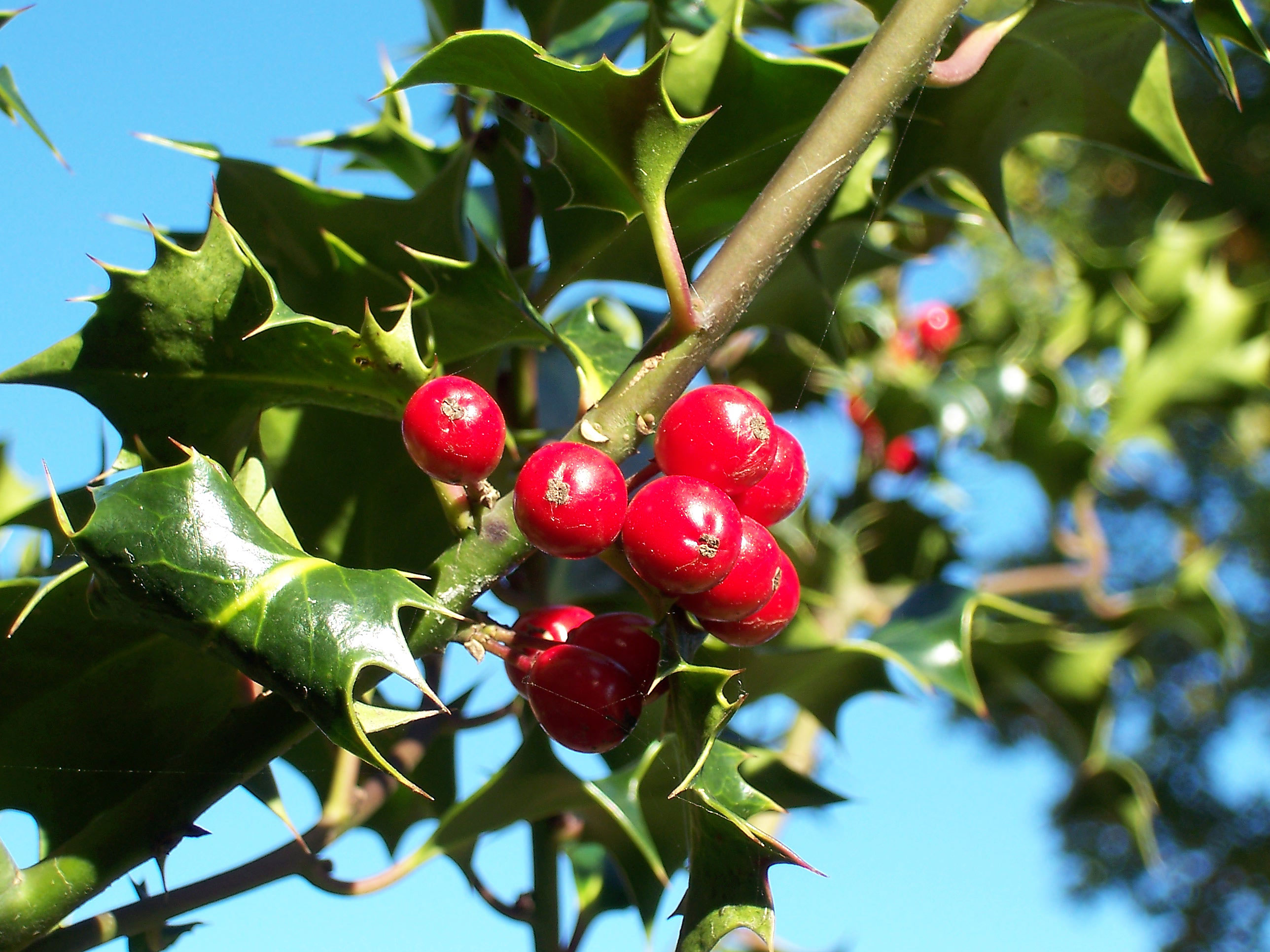
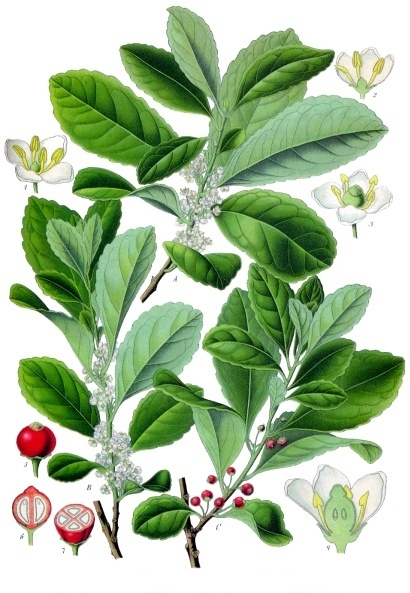
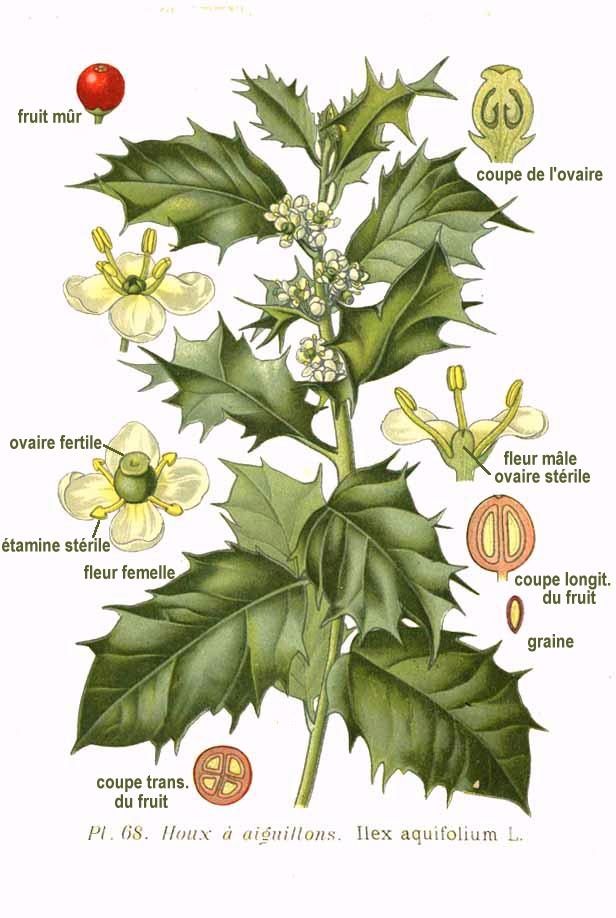
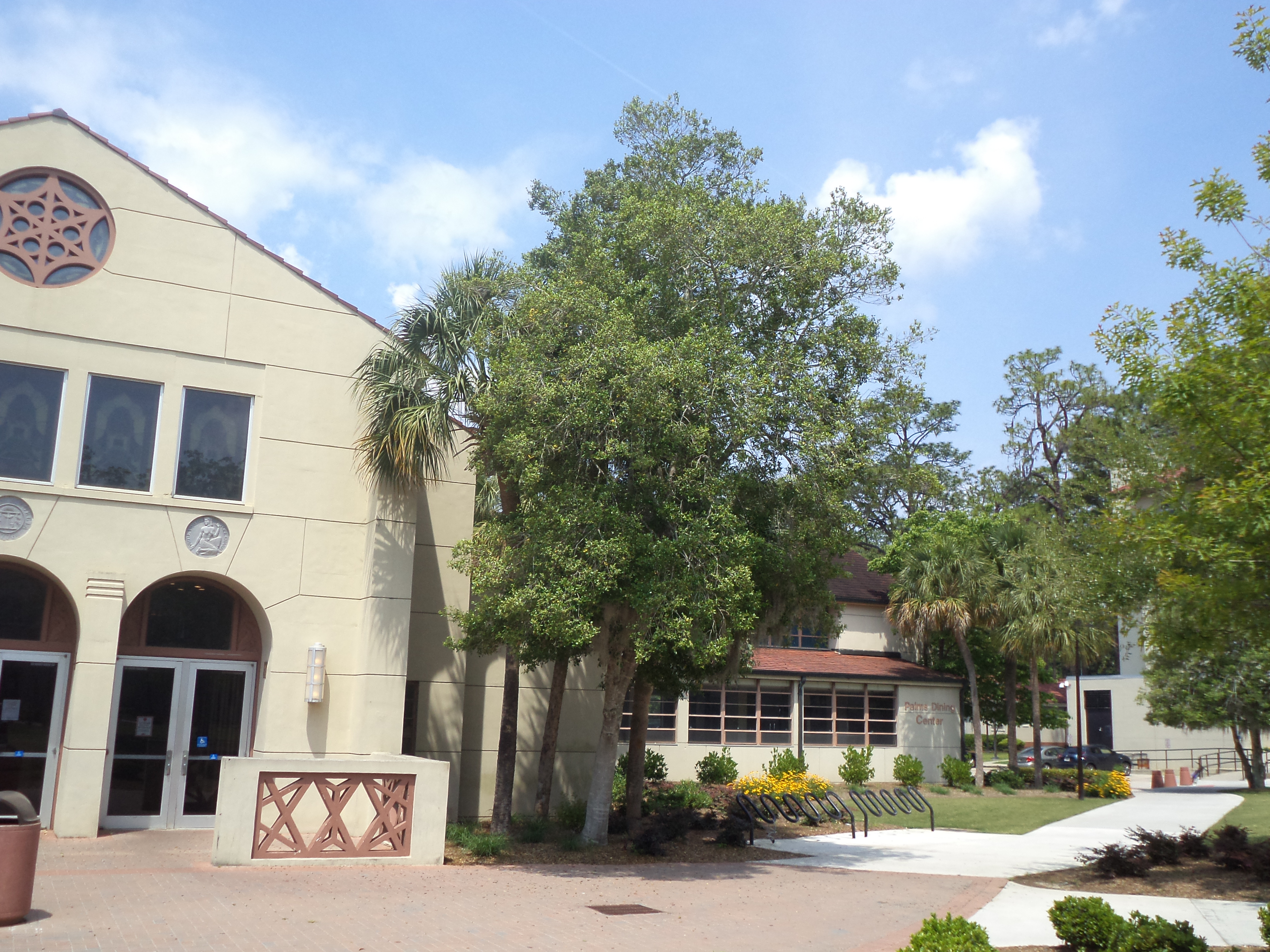